# داروين فيلبس
داروين فيلبس (بالإنجليزية: Darwin Phelps)‏ هو محامي وسياسي أمريكي، ولد في 17 أبريل 1807 في إيست غرانبي في الولايات المتحدة، وتوفي في 14 ديسمبر 1879 في الولايات المتحدة. حزبياً، نشط في الحزب الجمهوري. وقد انتخب عضو مجلس نواب بنسيلفانيا وانتخب عضو مجلس النواب الأمريكي.